# أبو جعفر الرازي
أبو جعفر الرازي عيسى بْن ماهان بْن إِسْمَاعِيل مولى بني تميم، عالم الري، ولد بالبصرة، قيل: مروزي الأصل، وكان متجره بالري، ويقيم به، فنُسب إلى ه، ولد في حدود التسعين في حياة بقايا الصحابة. قال محمد بن سعد البغدادي: «كان أصله من أهل مرو من قرية يقال لها بُرْز، وهي القرية التي نزلها الربيع بن أنس أوّلًا وبها سمع أبو جعفر من الربيع بن أنس، ثمّ تحوّل أبو جعفر بعد ذلك إلى الريّ فمات بها فقيل له الرازيّ، وكان ثقة وكان يقدم بغداد والكوفة للحجّ فيسمعون منه.»

## روايته للحديث النبوي
- روى عن: حصين بْن عَبْد الرحمن السلمي، وحميد الطويل، والربيع بن أنس الخراساني، وسليمان الأعمش، وعاصم بن أبي النجود، وعبد العزيز بْن عُمَر بن عَبْد العزيز، وعطاء بن أبي رباح، وعطاء بن السائب، وعمرو بن دينار، وقتادة بن دعامة، وليث بن أبي سليم، ومحمد بن المنكدر، ومستلم بْن سَعِيد، ومطرف بن طريف، ومغيرة بْن مقسم الضبي، ومنصور بن المعتمر، ويحيى البكاء، ويزيد بْن أَبي مَالِك، ويونس بن عبيد.
- روى عنه: آدم بْن أَبي إياس العسقلاني، وإسحاق بن سُلَيْمان الرازي، وجرير بن عبد الحميد، وجعفر بْن زياد الأحمر، وحاتم بْن إِسْمَاعِيل، وخالد بْن يزيد السلمي الدمشقي، وخالد بن يزيد العتكي البَصْرِيّ، وخلف بْن إِسْمَاعِيل، وخلف بْن الوليد، وسلمة بْن الفضل الرازي، وشعبة بن الحجاج، وابنه عَبد اللَّه بْن أَبي جعفر الرازي، وعبد اللَّهِ بْنِ دَاوُدَ الْخُرَيْبِيِّ، وعبد الرحمن بْن عَبد اللَّهِ بْن سعد الدشتكي، وعُبَيد الله بْن مُوسَى، وعُمَر بْن شقيق الجرمي، وأبو نعيم الفضل بن دكين، ومحمد بْن سُلَيْمان بْن أَبي داود الحراني، ومحمد بْن سُلَيْمان بن الأصبهاني، وأبو النضر هاشم بن الْقَاسِم، وهانئ بْن خالد، وأبو عوانة الوضاح بن عبد الله اليشكري، ووكيع بن الجراح، ويحيى بْن أَبي بكير الكرماني، وأبو أحمد الزبيري، وأبو سعد الصاغاني.[4]
- الجرح والتعديل: قال أحمد بن حنبل: «ليس بقوي فِي الحديث»، قال أبو حاتم الرازي: «ثقة، صدوق، صالح الحديث.»، وقال أبو زرعة الرازي: «شيخ يهم كثيرًا»، وقال يحيى بن معين: «يكتب حديثه ولكنه يخطئ»، وقال النسائي: «ليس بالقوي»، وقال ابن خراش: «سيئ الحفظ، صدوق»، وقال ابن عدي: «له أحاديث صالحة، وقد روى عنه الناس، وأحاديثه عامتها مستقيمة، وأرجو إنه لا بأس بِهِ»، روى له البخاري في الأدب المفرد، وروى له الباقون سوى مسلم بن الحجاج.[4]